# Джагира
Джагира (груз. ჯაღირა) — село в Грузии, на территории Цаленджихского муниципалитета края (мхаре) Самегрело-Верхняя Сванетия.

## География
Село находится в западной части Грузии, на левом берегу реки Чанисцкали, на расстоянии приблизительно 3 километров (по прямой) к югу от города Цаленджиха, административного центра муниципалитета. Абсолютная высота — 204 метра над уровнем моря.

## Население
По результатам официальной переписи населения 2014 года, в Джагире проживало 237 человек (120 мужчин и 117 женщин). В национальной структуре населения грузины составляли 100 %.
| Год  | Население, человек |
| ---- | ------------------ |
| 2002 | 357                |
| 2014 | ↘ 237              |